# Nagysúr
Nagysúr (szlovákul Veľké Šúrovce, németül Gross-Schur) Súr településrésze, 1960-ig önálló község Szlovákiában, a Nagyszombati kerületben, a Nagyszombati járásban.

## Fekvése
Nagyszombattól 11 km-re délkeletre, a Vág jobb partján fekszik.

## Története
A régészeti leletek tanúsága szerint területén már az újkőkorban is laktak emberek. Később a laténi kultúra, majd a Nagymorva Birodalom települése állt itt. Neve a türk eredetű magyar Súr személynévből (cur = egy méltóságnév) eredeztethető. A hagyomány szerint a falut Súr vezér alapította. A mai település valószínűleg a 13. században keletkezett, 1241-ben említik először. Galgóc várának tartozéka volt, majd a 16. századtól Sempte uradalmához tartozott. 1816-tól a cseklészi uradalom része volt.
Vályi András szerint "Nagy Súr. Tót falu Pozsony Várm. földes Ura G. Eszterházy Uraság, több Nemes Urak is laknak, és bírnak benne, lakosai katolikusok, fekszik Varra-Súrhoz 1/4 órányira; határja 3 nyomásbéli, ’s közép termékenységű, legelője, és réttyei jók, szőleji Vág vizén túl vagynak Nyitra Vármegyében."
Fényes Elek szerint "Súr (Nagy), tót falu, Poson vgyében, a Vágh vize mellett, 886 kath., 64 zsidó lak. Kath. paroch. templommal. Több hajó-malmokkal a Vág vizén; legelője bőven, azért szép szarvasmarhát nevel. F. u. gr. Eszterházy József. Ut. p. Nagy-Szombat."
A trianoni békeszerződésig Pozsony vármegye Nagyszombati járásához tartozott. 1960-ban Nemessúr, Valtasúr és Várassúr településekkel Súr néven egyesítették.

## Népessége
1910-ben 900, túlnyomórészt szlovák lakosa volt.
2001-ben Súr község 2211 lakosából 2170 szlovák volt.

## Híres személyek
- Itt szolgált Farkas Antal (1787-1872) katolikus pap.
- Itt szolgált Sullay Rezső (1859-1896) római katolikus plébános.

## Nevezetességei
- Mihály arkangyal tiszteletére szentelt római katolikus temploma 1793 és 1811 között épült.

## Külső hivatkozások
- Súr község hivatalos oldala
- Községinfó
- Súr Szlovákia térképén
- Travelatlas.sk
- E-obce.sk Archiválva 2008. szeptember 25-i dátummal a Wayback Machine-ben